# Anna Maria Ehrenstrahl
 Anna Maria Ehrenstrahl  (Stockholm, 1666. szeptember 4. – Stockholm, 1729. október 22.) svéd barokk arcképfestő, David Klöcker Ehrenstrahl lánya.

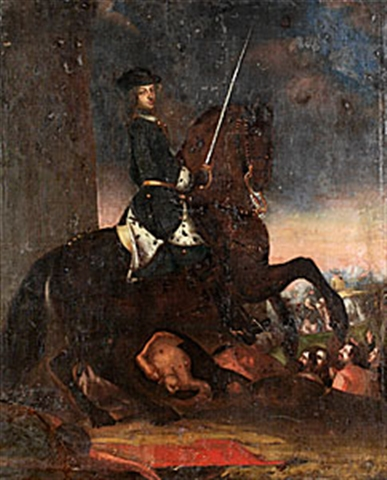
XII. Károly svéd király

## Élete
Édesapja műtermében sajátította el a festés alapjait, később a festmények finom részleteit ő készítette el. Apja képeit is másolta megrendelésre, akkoriban nagyon kedveltek és keresettek voltak a reprodukciók. 1688-ban férjhez ment Johan Wattranghoz, a Legfelsőbb Bíróság elnökhelyetteséhez, de a festést folytatta.
Saját, szignált képei között szerepelnek a négy évszak allegorikus ábrázolása, Cupido és Psyche, Ulrik herceg képe, amit Ulrika Eleonora svéd királynénak készített, XII. Károly svéd király lovas képe. Uppsala megyében Bladåkers templomában ő festette a Szűz Máriát ábrázoló oltárképet. Amikor a Svéd Legfelsőbb Bíróság hat elnökéről festett képeit a Bíróságnak adományozta, kortársa és barátnője, Sophie Elisabet Brenner írónő versben köszöntette Anna Mariát.